# ウンビウニウム
ウンビウニウム (羅: Unbiunium) は、原子番号121にあたる未発見の超重元素に付けられた一時的な仮名（元素の系統名）である。この名称と記号はそれぞれ系統的なIUPAC名の記号であり、元素が発見され、確認され、恒久的な名前が決定されるまで使われる。アクチニウムの下に位置することから「エカアクチニウム」(羅: eka-actinium) とも呼ばれる(化学的性質が似ているかどうかは不明)。

## 性質
基底状態の電子配置に初めてg電子（G殻）が登場する最初のGブロック元素である。
ランタンともアクチニウムとも異なる、既知の遷移元素やFブロック元素に無い未知の性質を持つと予想され、主に計算化学の分野で取り上げられている。

## 参考資料
1. ↑  宇宙物理学関係文献情報検索システム NASA